# Ricengo
Ricengo (Risénch in dialetto cremasco) è un comune italiano di 1 733 abitanti della provincia di Cremona in Lombardia.

## Monumenti e luoghi d'interesse
Nella frazione Bottaiano si trovava un'antica villa, ora crollata, un tempo appartenente agli Obizzi. Si trattava della Villa Obizza.
A 1,5 km a nord dell'abitato sorge il Santuario di Santa Maria del Cantuello, recentemente restaurato. Il Santuario, che si trova nel cimitero di Ricengo, contiene alcuni pregevoli affreschi: Madonna del latte (1474), Madonna della Sapienza (secoli XV-XVI), Madonne con Bambino (sec. XV), Paliotto Cristo tra San Pantaleone e San Rocco sull'altare dell'abside (sec. XVI).
Nel centro di Ricengo sorge la Villa Ghisetti Giavarina.

## Società

### Evoluzione demografica
Abitanti censiti

### Etnie e minoranze straniere
Al 31 dicembre 2020 i cittadini stranieri sono 155. Le comunità nazionali numericamente significative sono:
1. India, 58
2. Romania, 46

## Geografia antropica[7]

### Frazioni
Possiedono lo status di frazione le località di Bottaiano, Castello, Obizza e Portico.

#### Altre località del territorio
Alfiera, Barletta, Campora, Ca' Nova, Gabriella, Podereto, Rovere, Sirchiera.

## Infrastrutture e trasporti

### Strade
Il territorio è attraversato dalle seguenti strade provinciali:
- La variante della CR SP ex SS 591 "Cremasca"
- CR SP 15 Offanengo-Castel Gabbiano, nel tratto compreso tra la CR SP 64 e il confine comunale
- CR SP 16 Madignano-Camisano, nel tratto tra Bottaiano e il confine comunale
- CR SP 63 Casaletto di Sopra-Botraiano
- CR SP 64 Bottaiano-Pianengo

## Amministrazione
Elenco dei sindaci dal 1985 a oggi.
| Periodo | Periodo   | Primo cittadino     | Partito                         | Carica                       | Note         |
| ------- | --------- | ------------------- | ------------------------------- | ---------------------------- | ------------ |
| 1985    | 1990      | Bortolo Patrini     | Democrazia Cristiana            | sindaco                      |              |
| 1990    | 1995      | Ruggero Zerbini     | Partito Socialista Italiano     | sindaco                      |              |
| 1995    | 1999      | Ruggero Zerbini     | lista civica di centro-sinistra | sindaco                      |              |
| 1999    | 2004      | Ruggero Zerbini     | lista civica di centro-sinistra | sindaco                      |              |
| 2004    | 2009      | Feruccio Romanenghi | lista civica                    | sindaco                      |              |
| 2009    | 2014      | Feruccio Romanenghi | lista civica                    | sindaco                      |              |
| 2014    | 2019      | Ernestino Sassi     | lista civica                    | sindaco                      | [ 9 ] [ 10 ] |
| 2019    | 2019      | Giuliano Paolella   | lista civica                    | vicesindaco facente funzioni | [ 11 ]       |
| 2019    | 2024      | Feruccio Romanenghi | lista civica                    | sindaco                      |              |
| 2024    | in carica | Feruccio Romanenghi | lista civica                    | sindaco                      |              |